# トーマス・ヴィルボールツ・ボスハールト
トーマス・ヴィルボールツ・ボスハールト（Thomas Willeboirts Bosschaert、1613年 - 1654年1月23日）は、フランドル（ブラバント地方生まれ）の画家である。アントウェルペンで働き、主に歴史画などを描いた。

## 略歴
現在のオランダ南部のベルヘン・オプ・ゾームで生まれた。16世紀末にベルヘン・オプ・ゾームに移ってきたカトリックの家族の出身であった。1628年にアントウェルペンに移り、ヘラルト・セーヘルス(1591-1651)の工房で8年間働いた。1638年頃、アントウェルペンの市民に登録され、聖ルカ組合のメンバーになった。
肖像画や歴史画を描きそのスタイルは強くアンソニー・ヴァン・ダイクに影響されたものだった 。自らの工房を開き、良く知られた少なくとも9人の弟子がいた。ダニエル・セーヘルスやパウル・デ・フォス、ヤン・フェイト、ヤン・ファン・デン・ヘッケ、アドリアーン・ファン・ユトレヒト、フランス・スナイデルスといった画家たちと共作し、ピーテル・パウル・ルーベンスともマドリード郊外の狩猟のための王宮、トゥーレ・デ・ラ・パラーダ(Torre de la Parada)に飾る一連の絵画で協力した。
1641年から1647年の間はオラニエ公フレデリック・ヘンドリックのために働き、オラニエ公が亡くなった後未亡人からハウステンボス宮殿のオラニエ公の間 (Oranjezaal)を飾る絵画を依頼された画家の一人となった。1653年にヴァン・ダイクが生前寄贈した資金で開かれた祭壇画を描くコンクールをコルネリス・スフート(1597–1655)と競い、敗れたとされる。
1654年にアントウェルペンで没した。

## 作品

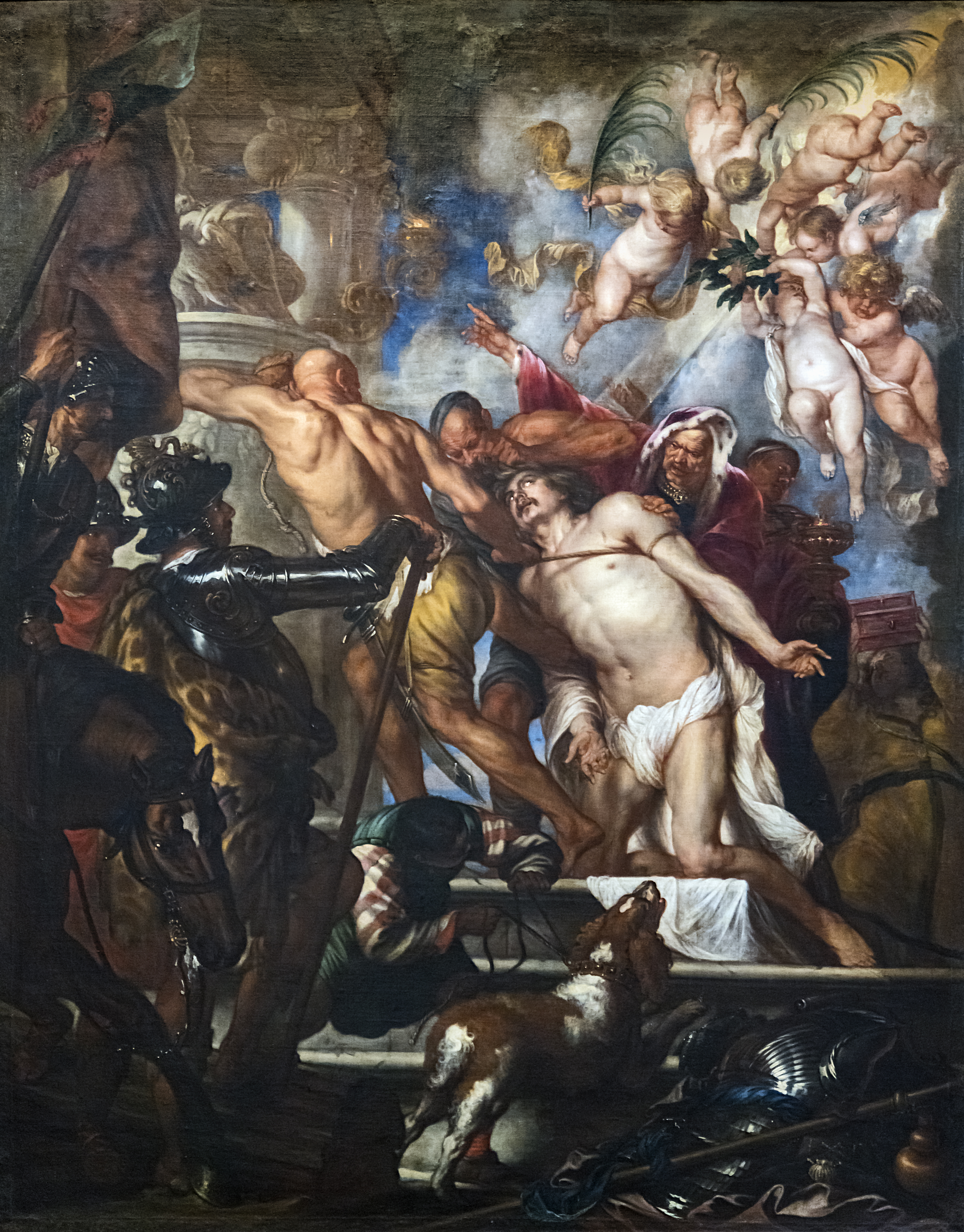
ヤコブの殉教 (c.1637) オーギュスタン美術館
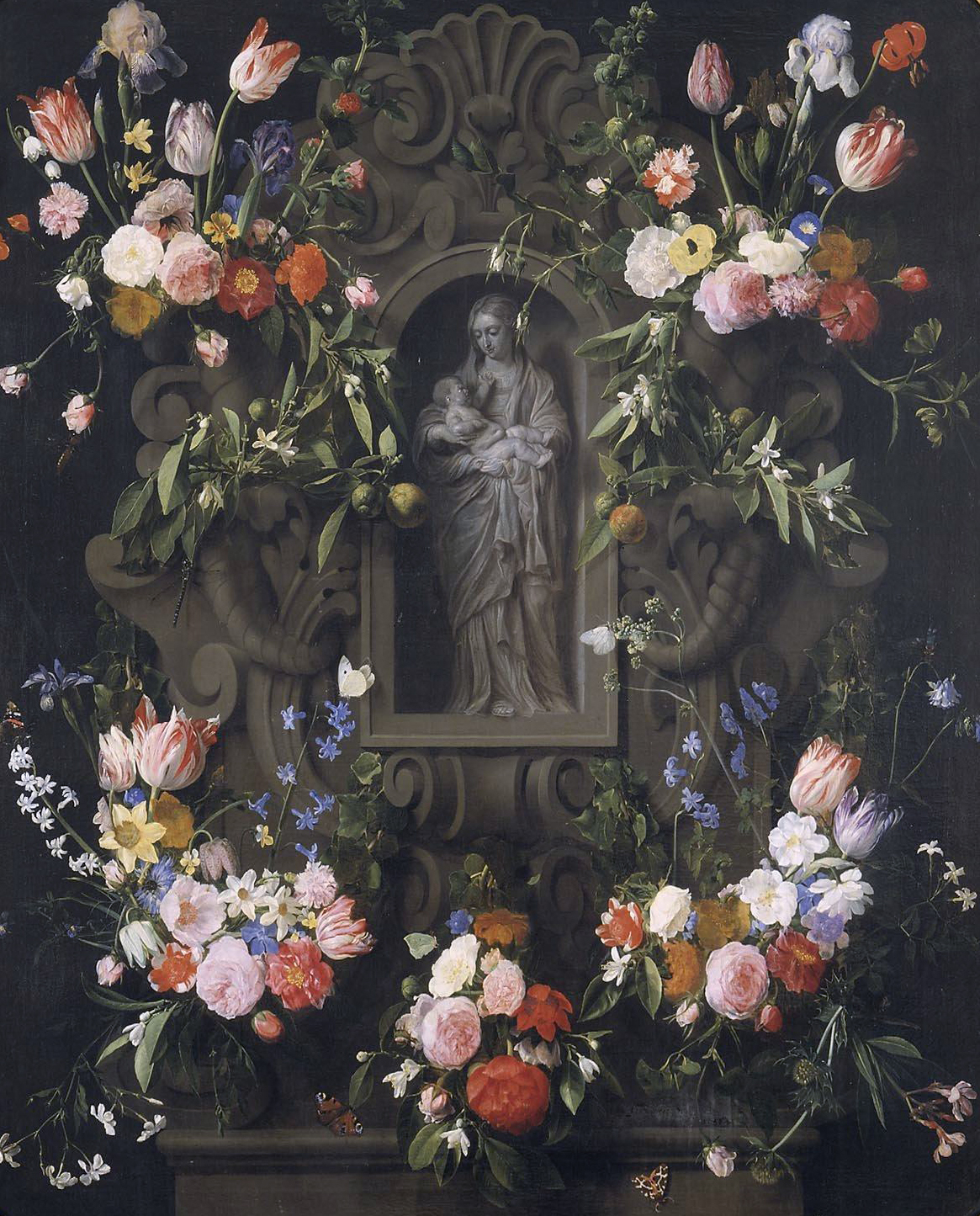
ダニエル・セーヘルスと共作、聖母の花環図 (1645) マウリッツハイス美術館
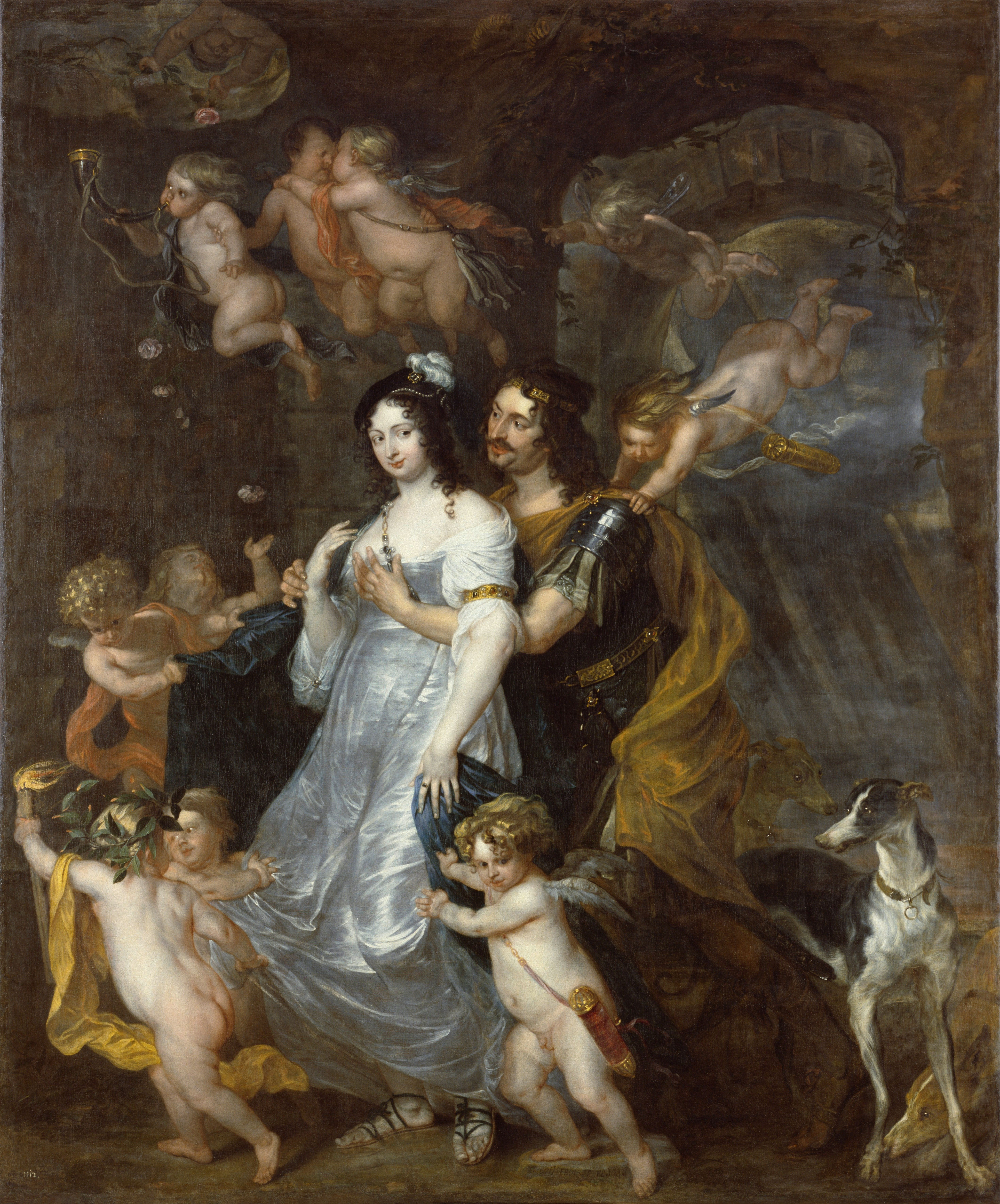
洞窟の中のディドとアエネアス (1646) サンスーシ絵画館
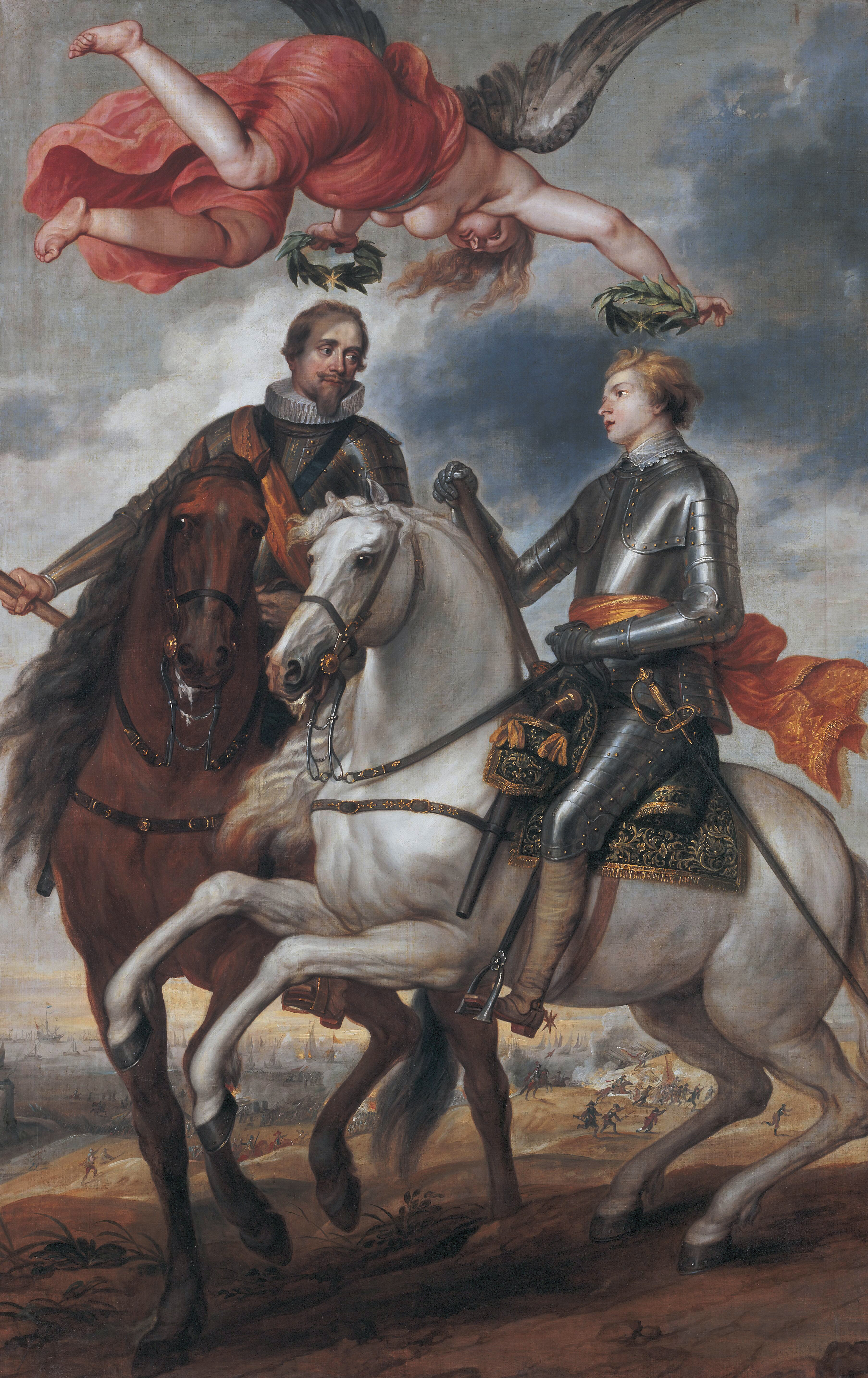
戦場のフレデリック・ヘンドリックとマウリッツ (オラニエ公)の兄弟 (1650) ハウステンボス宮殿